# 新庄市立図書館
新庄市立図書館（しんじょうしりつとしょかん）は、山形県新庄市にある公共図書館である。
新庄市中央公民館の館内で運営されていたが、1988年（昭和63年）8月に新設した現在の建物に移転した。

## サービス
貸出サービスは、利用カードをもっている人を対象に行なっている。利用者カードは、山形県内に在住、新庄市内に通勤・通学している人を対象に交付している。貸出点数は、図書だと一度に10冊までで日数は14日間。返却は原則カウンターとなっているが、閉館中は返却ポストを利用することができる。
レファレンスサービスとコピーサービスを行っている。
開館時間
- 火曜日 - 金曜日
  - 9:00 - 19:00
- 土曜日・日曜日・祝日
  - 9：00〜17：00

休館日
- 毎週月曜日（祝日の場合は翌日）
- 年末年始
- 特別図書館整理日

## 所在地
山形県新庄市小田島町4番21号

## 周辺
- 新庄市民プラザ
- 新庄ふるさと歴史センター
- 最上公園